# Acanthocreagris ressli
Acanthocreagris ressli är en spindeldjursart som först beskrevs av Beier 1965.  Acanthocreagris ressli ingår i släktet Acanthocreagris och familjen helplåtklokrypare. Inga underarter finns listade i Catalogue of Life.